# Gerskär
Gerskär är en halvö i Åland (Finland). Den ligger i den nordöstra delen av landskapet, 40 km norr om huvudstaden Mariehamn. Gerskär ligger på ön Hamnö.